# Stazione di Trebaseleghe (2005)
La stazione di Trebaseleghe è una fermata ferroviaria che si trova sulla linea ferroviaria Trento-Venezia, tra le stazioni di Piombino Dese e Noale-Scorzè, nel comune di Trebaseleghe.

## Storia

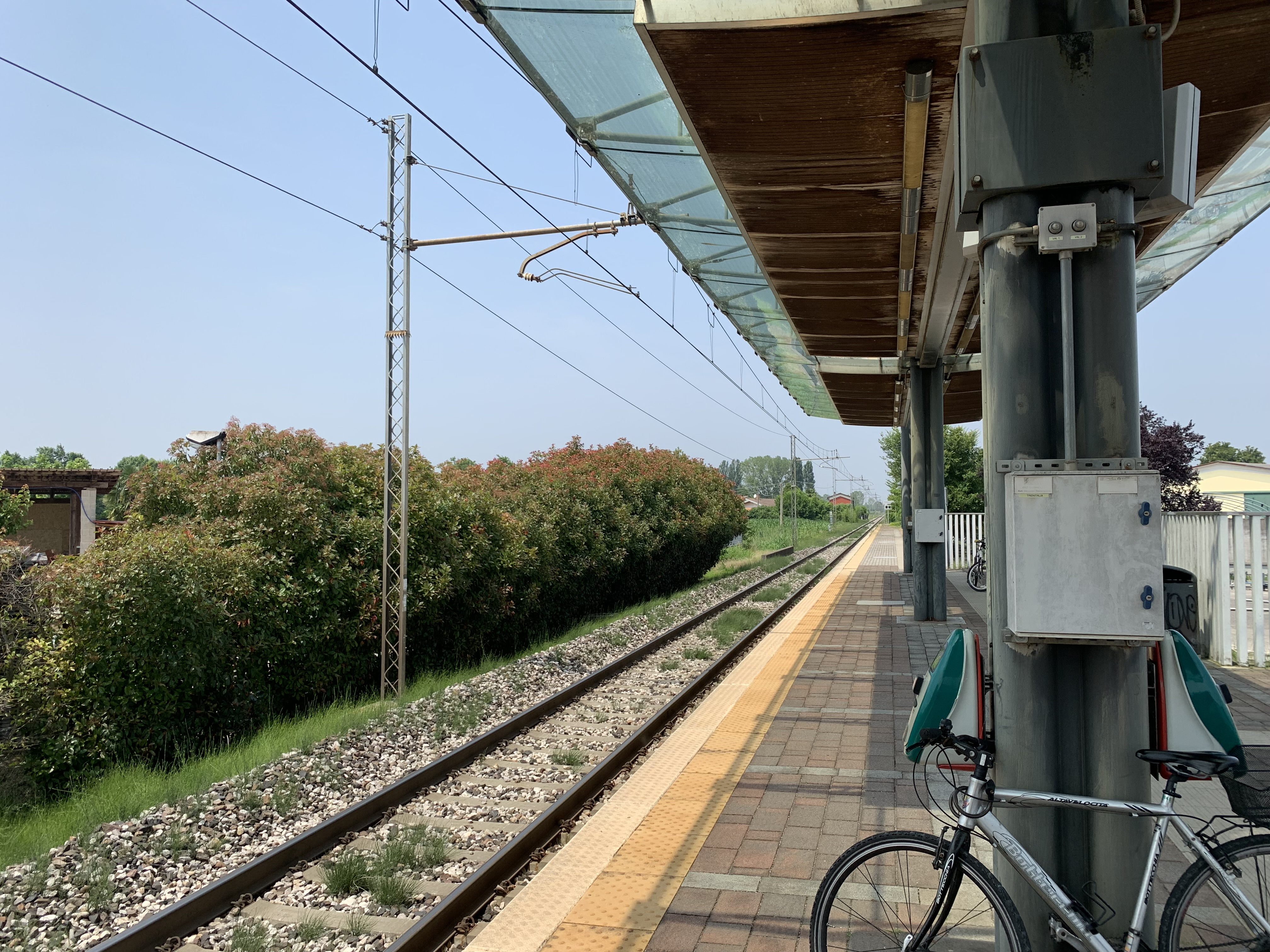
La fermata nel 2025

La fermata di Trebaseleghe fu prevista come nuovo impianto nell'ambito del Sistema Ferroviario Metropolitano Regionale e venne attivata il 15 giugno 2005.

## Strutture e impianti
È dotata di un binario con banchina rialzata ottenendo così un accesso a raso per i treni. È accessibile ai portatori di handicap.
Viene classificata da RFI SpA come impianto di tipo bronze, con una bassa frequentazione per servizi regionali.

## Movimento
La stazione è servita da treni regionali cadenzati a frequenza oraria che collegano Venezia Santa Lucia a Bassano del Grappa, svolti da Trenitalia. Il servizio è sospeso nei giorni festivi.